# ميخائيل ميركولوف
ميخائيل ميركولوف (الروسية: Меркулов, Михаил Викторович) (26 يناير 1994 بكاميشين في روسيا - ) هو لاعب كرة قدم روسي في مركز الدفاع. شارك مع منتخب روسيا تحت 19 سنة لكرة القدم. أما مع النوادي، فقد لعب مع نادي روتور فولغوغراد وإنرجيا فولجسكي ‏ وFC Baikal Irkutsk ‏ وميتوس نوفوتشركاسك ‏ ونادي أورال يكاترينبورغ.

## وصلات خارجية
- ميخائيل ميركولوف على موقع قاعدة بيانات كرة القدم.إي يو (الإنجليزية)
- ميخائيل ميركولوف على موقع Soccerway.com (الإنجليزية)
- ميخائيل ميركولوف على موقع عالم كرة القدم.نت (الإنجليزية)